# John Jerry
John Wayne Jerry (* 14. Juni 1986 in Memphis, Tennessee) ist ein ehemaliger US-amerikanischer American-Football-Spieler in der National Football League (NFL), der vorwiegend auf der Position des Guard spielte. Zuletzt spielte er für die Cincinnati Bengals.

## High School
John Jerry besuchte die South Panola High School in Batesville, Mississippi. In seiner High-School-Laufbahn, damals noch auf der Position des Defensive Tackles, verbuchte Jerry 205 Tackles und 13 Sacks. In seinem Senior-Jahr gelang ihm durch eine Interception und ein Touchdown. 2003 und 2004 erreichte Jerry mit seiner High School jeweils die Staatsmeisterschaft (State Championship).

## College
Im Jahr 2006 schloss sich Jerry der University of Mississippi an und spielte fortan für die Ole Miss Rebels. In den Jahren 2009 und 2010 gewann er mit den Rebels den Cotton Bowl und wurde zweimal in das Southeastern Conference All-Team gewählt. Jerry wurde 2010 zum NFL Combine eingeladen, in der er anschließend als Nr. 10 von 95 Offensive Tackles gelistet wurde.

## NFL

### Miami Dolphins
Jerry wurde im NFL Draft 2010 in der dritten Runde an 73. Stelle von den Miami Dolphins ausgewählt. In vier Jahren bei den Dolphins absolvierte er 57 von 64 Spielen.

### New York Giants
Am 21. März 2014 wurde Jerry von den New York Giants unter Vertrag genommen und anschließend re-signed. Am 13. März 2017 unterschrieb er einen neuen Dreijahresvertrag über 10 Millionen US-Dollar.

### Cincinnati Bengals
Nach der vorzeitigen Auflösung seines Vertrages am 2. September 2018 und einer anschließenden einjährigen Spielpause in der NFL verpflichteten die Cincinnati Bengals Jerry am 10. Juni 2019.

## Persönliches
2014 war Jerry in einen Mobbingskandal innerhalb der Mannschaft verwickelt.
Seine beiden Cousins waren wie sein älterer Bruder, Peria Jerry, ebenfalls in der NFL aktiv.